# サンタ・バルバラの誓い
『サンタ・バルバラの誓い』（O Pagador de Promessas）は、アンセルモ・ドゥアルテ監督による1962年のブラジルのドラマ映画である。ディーアス・ゴメスによる同名の戯曲が原作であり、サルヴァドールで撮影され、レオナルド・ヴィラールらが出演した。
第15回カンヌ国際映画祭で上映され、ブラジル映画としては史上初めてパルム・ドールを獲得した。またブラジル映画としては史上初めてアカデミー賞外国語映画賞にノミネートされた。

## キャスト
※括弧内は日本語吹替（初回放送1968年10月24日『木曜洋画劇場』）
- レオナルド・ヴィラール（英語版）
- グローリア・メネーゼス（英語版）
- ディオニシオ・アゼベド（英語版）
- ジェラルド・デル・レイ（英語版）
- ノルマ・ベンゲル（英語版）
- オトン・バストス（英語版）
- アントニオ・ピタンガ（英語版）

## 受賞とノミネート
| 賞・映画祭                 | 部門                          | 対象                       | 結果       |
| -------------------------- | ----------------------------- | -------------------------- | ---------- |
| アカデミー賞               | 外国語映画賞                  | 『サンタ・バルバラの誓い』 | ノミネート |
| カンヌ国際映画祭           | パルム・ドール                | アンセルモ・ドゥアルテ     | 受賞       |
| カルタヘナ映画祭           | 審査員特別賞                  | アンセルモ・ドゥアルテ     | 受賞       |
| サンフランシスコ国際映画祭 | ゴールデン・ゲート賞 作品部門 | アンセルモ・ドゥアルテ     | 受賞       |
| サンフランシスコ国際映画祭 | ゴールデン・ゲート賞 音楽部門 | ガブリエル・ミグリオリ     | 受賞       |